# Захаровка (приток Туры)
Захаровка — река в Свердловской области России. Устье реки находится в 785 км по левому берегу реки Тура. Длина реки составляет 10 км.

## Данные водного реестра
По данным государственного водного реестра России относится к Иртышскому бассейновому округу, водохозяйственный участок реки — Тура от истока до впадения реки Тагил, речной подбассейн реки — Тобол. Речной бассейн реки — Иртыш.
Код объекта в государственном водном реестре — 14010501212111200004763.